# Jiang shan mei ren (film, 1959)
Pour les articles homonymes, voir Jiang shan mei ren.
Pour plus de détails, voir Fiche technique et Distribution.
Jiang shan mei ren (chinois : 江山美人 ; litt. « Beauté de Jiangshan ») est un film hongkongo-singapourien réalisé par Li Han-hsiang et sorti en 1959. Il s'agit d'une adaptation d'une pièce d'opéra chinois, Le Dragon embête le Phénix ; le dragon est le symbole de l'empereur et le phénix, une allusion au prénom de l'héroïne, et symbole de l'impératrice » (游龙戏凤).

## Synopsis
Le jeune Zhengde, un empereur dilettante amateur de criquets, décide d'effectuer un voyage incognito afin de visiter le Jiangnan dont on lui a vanté la beauté des paysages et de la population féminine. Au cours d'une fête dans le village de Mei-long, il est séduit par une jeune fille qu'il cherche à retrouver afin d'entamer une relation à caractère sentimental dont le développement ne se fera pas sans la transgression de diverses normes sociales et morales.

## Fiche technique
- Titre original : chinois : 江山美人 ; pinyin : Jiang shan mei ren
- Réalisation : Li Han-hsiang
- Scénario : Wang Yueh-Ting
- Photographie : Chiang Hsing-lung
- Musique : Wang Shun
- Société de production : Shaw Brothers
- Pays d'origine :  Hong Kong britannique -  Singapour
- Langue originale : mandarin
- Format : couleurs - 2,35:1 - mono - 35 mm
- Genre : opéra du Huangmei
- Durée : 95 min
- Date de sortie : 21 juin 1959[1]

## Distribution
- Lin Dai : Ta-feng (Phénix), jeune aubergiste candide à la chasteté ébranlable[Quoi ?]
- Chao Lei : empereur (dont le symbole est un dragon), un jeune hédoniste au verbe efficace vivant de l'exploitation du prolétariat
- King Hu : Ta-niu (Bœuf), membre du personnel de l'auberge, sentimentalement attaché à Ta-feng mais ne jouant pas dans la même catégorie
- Yang Chih-ching : grand frère de Ta-feng et chef de la maisonnée, un homme solide et bourru attaché à sa famille
- Tong Yeuk-ching : impératrice douairière, une rentière féodale attachée au qu'en-dira-t-on
- Hong Wei : épouse du grand frère de Ta-feng, une personne compréhensive
- Margaret Tu Chuan : fille du village
- David Chiang : enfant du village faisant démonstration de conservatisme socio-moral envers l'héroïne

## Production
Après le succès de Da Ji (zh), son film précédent réunissant les mêmes interprètes, Li obtient une augmentation substantielle de son budget, qui passe de 300 000 à 500 000 $HK. Au sein de l'entreprise, cette évolution témoigne de l'effacement à cette période de Run-de Shaw, au style de gestion économe voire avare, au profit de son frère Run-run Shaw, plus enclin à l'investissement.
Le film est tourné au Grandview Studio, la construction des nouveaux studios Shaw Brothers n'étant alors pas achevée.

## Accueil
Le film est un succès public et critique : il reçoit le prix du meilleur film à l'Asian Film Festival[réf. nécessaire].